# Microjaera morii
Microjaera morii là một loài chân đều trong họ Janiridae. Loài này được Shimomura miêu tả khoa học năm 2005.